# 张菊人
张菊人（1883年—1960年），本名张汉卿，字菊人，江苏省淮扬海道淮安府人，是近现代名中医。曾任北京中医医院副院长，中国人民政治协商会议北京市委员会常务委员，北京中医学会顾问，北平国医学院董事，外城官医院内科中医医官等。曾出席中国人民政治协商会议第一届全体会议。编著有《菊人医话》，参与编写《八种传染病证治析疑》等。